# 22840 Villarreal
22840 Villarreal là một tiểu hành tinh vành đai chính với chu kỳ quỹ đạo là 1701.4589822 ngày (4.66 năm).
Nó được phát hiện ngày 7 tháng 9 năm 1999, bởi Nhóm nghiên cứu tiểu hành tinh gần Trái Đất phòng thí nghiệm Lincoln ở Socorro, New Mexico.